# Alexandra Larsson
Alexandra Charlotte Larsson, (Spillersboda, Municipalidad de Norrtälje, Condado de Estocolmo, Suecia; 16 de agosto de 1986) es una modelo sueca que residió en Argentina, donde fue generalmente conocida como  "La Sueca". Ha aparecido en pasarelas de moda, anuncios comerciales, programas de televisión y tapas de revista.

## Biografía
Alexandra Charlotte Larsson nació el 16 de agosto de 1986 en Spillerboda, Suecia. Es una ciudad pequeña en Suecia, dentro de la región de Estocolmo. Tiene un hermano gemelo. 
Larsson se mudó a Argentina aproximadamente en 2008 para estudiar español.  Primero trabajó en un locutorio, y después de algunas pruebas, hizo su primera aparición televisiva en 2011 en Sábado Bus, conducido por Nicolás Repetto.
En enero del 2012, participó del programa de televisión Conexiones entrevistando empresarios y atletas en Canal 13.
A principios de abril de 2012,  apareció en el  Bailando 2012 de Showmatch (la versión argentina de Bailando con las Estrellas), un programa televisivo de índices altos en Argentina, en el cual aumentó su popularidad.  También apareció en Periodismo para todos.
En octubre del 2012, participó del acontecimiento de beneficencia M5K Las Mujeres Corremos organizado por McDonald's junto con otros artistas argentinos del medio. Ella acredita su figura esbelta en parte a su dieta restringida, causada por ser celíaca.

## Vida personal
En 2017, Larsson regresó a Suecia, luego de una larga temporada en Argentina. Ese mismo año inició una relación con Patrik Andersson, amigo de su infancia. En febrero de 2019, le dieron la bienvenida a su primer hijo Elliot. Ese mismo año se comprometieron, aunque no han hecho público si se casaron o no. En febrero de 2020, dio a luz a su segundo hijo Adrian.

## Apariciones de televisión
| Año       |                      | Título                | Canal         | Rol                           | Notas                 |
| --------- | -------------------- | --------------------- | ------------- | ----------------------------- | --------------------- |
| 2011      | Bandera de Argentina | Sábado Bus            | Telefe        | Aparición                     |                       |
| 2012      | Bandera de Argentina | Bailando 2012         | El trece      | Participante                  | 19.° Eliminada        |
| 2012      | Bandera de Argentina | Toda Pasión           | Todo Noticias | Invitada                      |                       |
| 2012      | Bandera de Argentina | Showmatch             | El trece      | Participante del fútbol playa |                       |
| 2012      | Bandera de Argentina | 70-20-13              | El trece      | Entrevistada                  | Por Chiche Gelblung   |
| 2012      | Bandera de Argentina | Este es el show       | Canal 13      | Invitada especial             |                       |
| 2012      | Bandera de Argentina | Sábado show           | Canal 13      | Invitada especial             |                       |
| 2012-2014 | Bandera de Argentina | Periodismo para todos | Canal 13      | Invitada especial             | Actuación en sketches |